# Bisbat antic de Bath i Wells

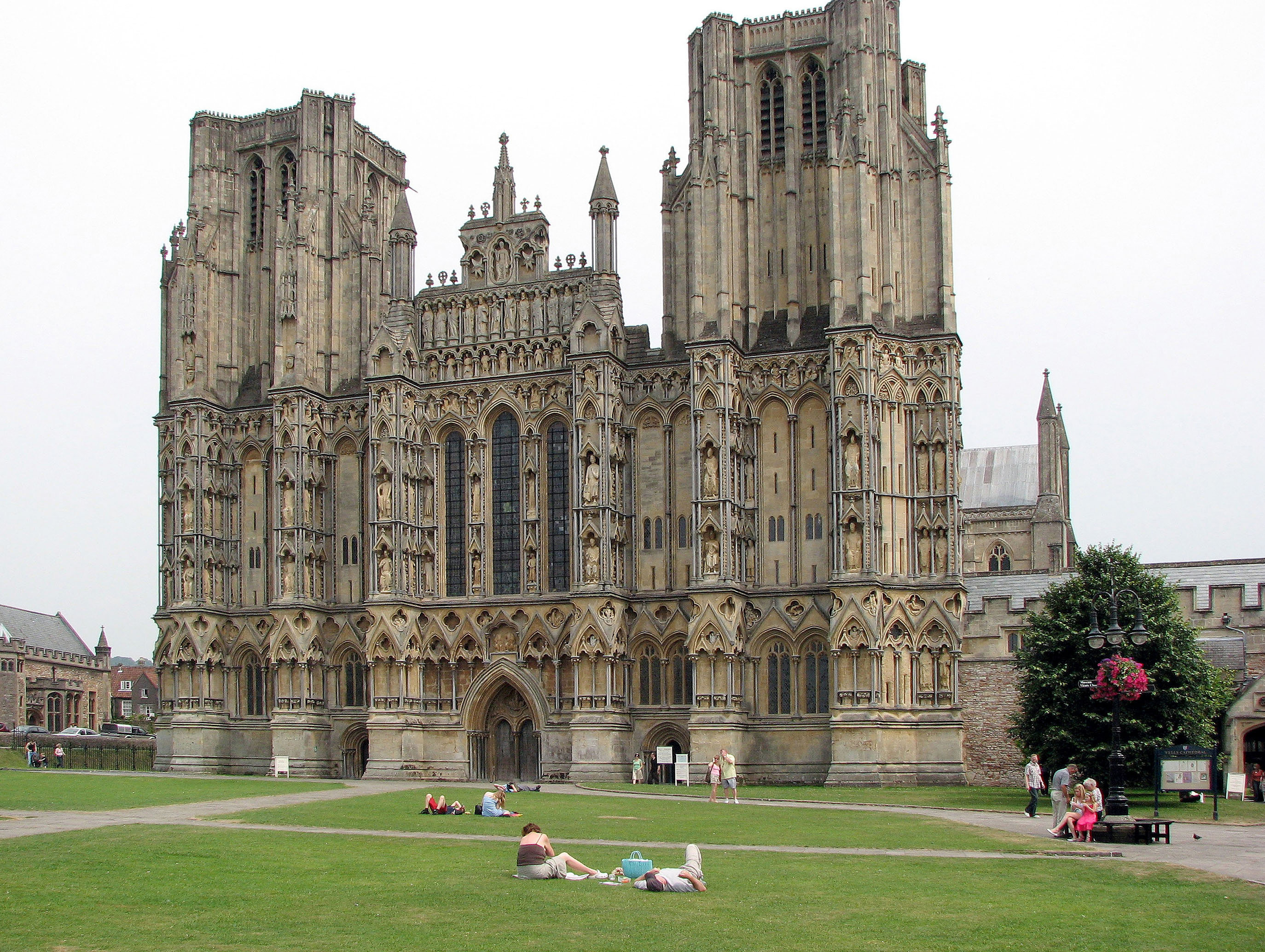
La catedral de Wells.

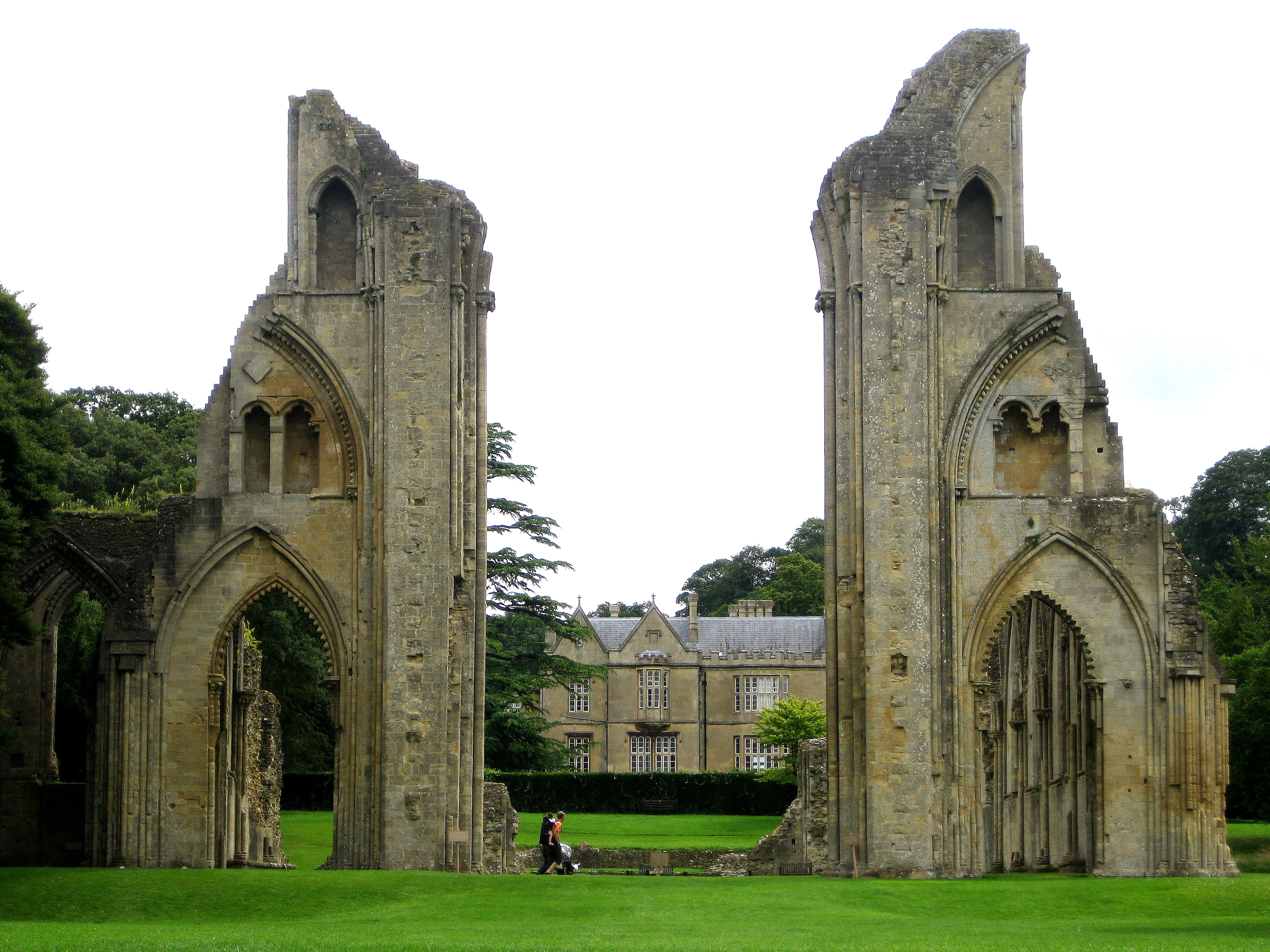
Restes de l'abadia de Glastonbury.

Mapa de les diòcesis anglosaxones d'Anglaterra.

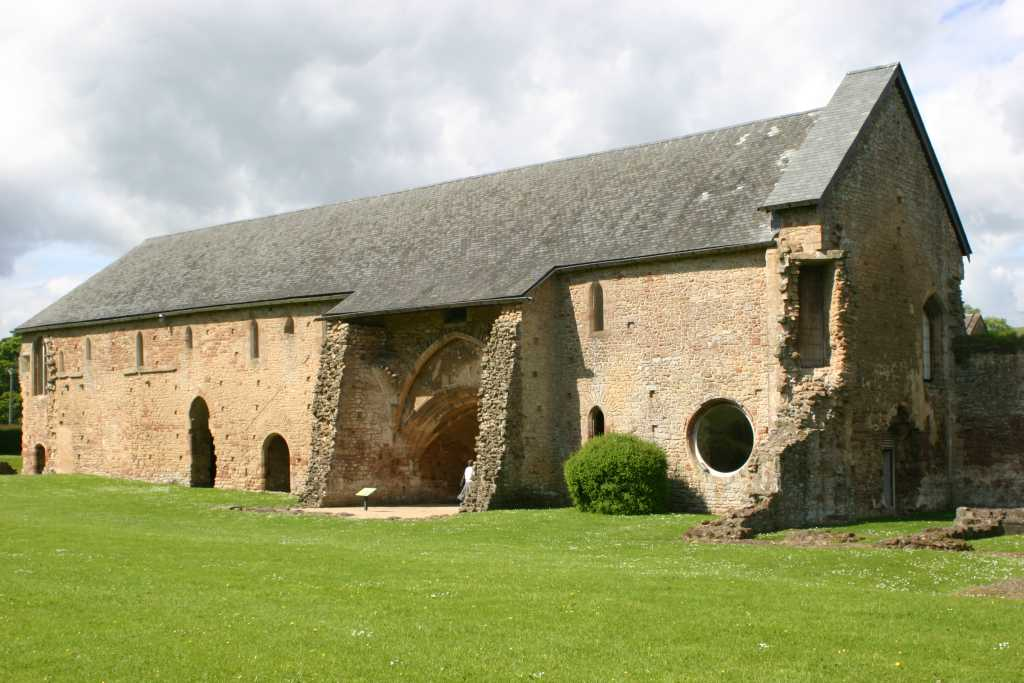
Restes de l'abadia cistercenca d'Cleeve, fundada cap a finals del.

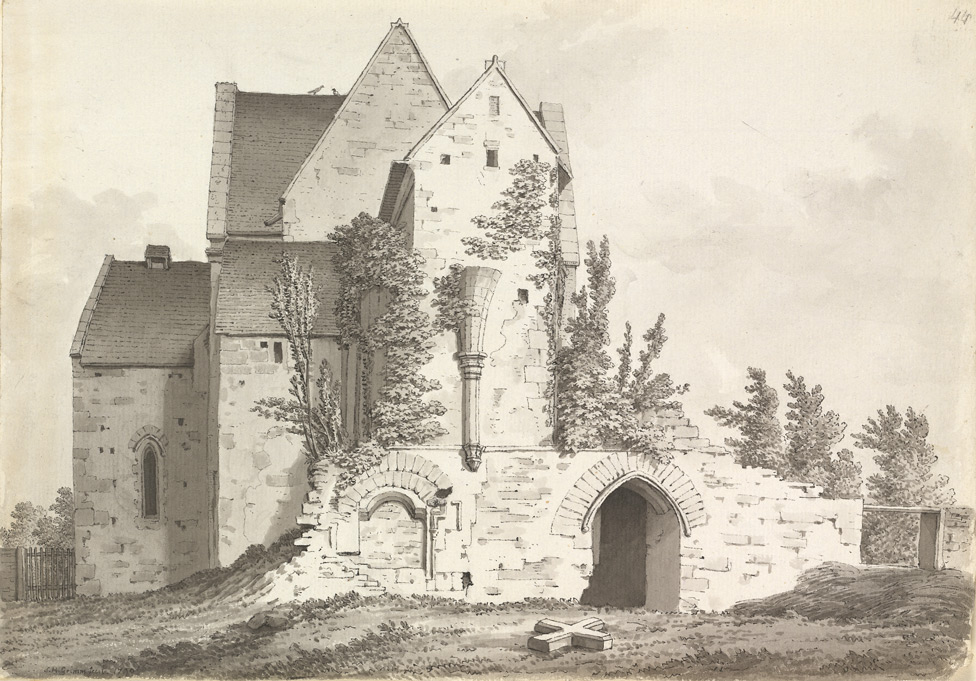
Estampa del de la cartoixa de Hinton, fundada el 1232.

El bisbat de Bath i Wells (anglès: Diocese of Bath and Wells; llatí:  Dioecesis Bathoniensis et Wellensis) és una seu suprimida de l'Església catòlica a Anglaterra.

## Territori
La diòcesi s'estenia sobre el comtat de Somerset.
La seu episcopal era la ciutat de Bath, on l'església de Sant Pere i Sant Pau feia de catedral. A Wells es trobava la catedral de Sant Andreu, edificada després del 1191.
La diòcesi comprenia 3 ardiaconats: Bath, Wells i Taunton.

## Història
La diòcesi de Wells es va erigir el 909, separant el territori de la diòcesi de Sherborne (més tard anomenada diòcesi de Salisbury). El capítol de la catedral estava compost de canonges regulars.
Amb l'arribada dels normands, Joan de Tours va traslladar la seu episcopal a l'abadia benedictina de Bath.
Durant l'episcopat de Robert († 1166), amb l'assentiment del papa Alexandre II, es van regular les relacions entre el capítol regular de Wells i el benedictí de Bath de la manera següent: Bath i Wells havien de ser seus episcopals; el bisbe va ser elegit per representants d'ambdós capítols; el prior de Bath va comunicar les eleccions a l'arquebisbe de Canterbury ; el bisbe s'havia d'entronitzar a les dues catedrals i portar el doble títol. No obstant això, el primer bisbe que va rebre el doble títol va ser Roger el 1244.
El 1197, el bisbe Savaric Fitz Geldewin, antic abat del monestir de Glastonbury, amb el permís del papa Celestí III, va traslladar la seu episcopal al seu antic monestir, i va canviar el nom de la diòcesi en diòcesi de Bath i Glastonbury. El 18 de març de 1220 el papa Honori III va concedir al bisbe Jocelin de Wells, que s'havia traslladat a Bath, que es nomenés bisbe de Bath i de Wells.
Durant el segle XV la catedral de Bath va caure en mal estat i el 1500 el bisbe Oliver King va decidir reconstruir-la de forma reduïda.
Els principals monestirs de la diòcesi, suprimits al segle xvi la dissolució dels monestirs a Anglaterra, van ser la abadia benedictina de Glastonbury, la cistercenca de Cleeve i les cartoixes de Witham i Hinton.

## Cronologia episcopal

### Bisbes de Wells
- Athelm † (909 consagrat - 914 nomenat arquebisbe de Canterbury)
- Wulfhelm I † (914 - 923 nomenat arquebisbe de Canterbury)
- Alphege † (923 - 931 mort)
- Wulfhelm II † (934 - 955 mort)
- Byrhthelm † (955 o 956 - 15 de maig de 973 mort)[2]
- Cyneweard † (973 - 30 de juny de 975 mort)
- Sigar † (975 - 28 de juny de 997 mort)
- Aelfwine † (997 - 999 mort)
- Burwoldus † (1000 ?)
- Lyfing † (1001 consagrat - 1013 nomenat arquebisbe de Canterbury)
- Aethelwine † (1013 - 1021 deposat)
- Brihtwine † (1021 - 1023 deposat)
- Aethelwine † (1023 - 1024 mort)
- Brihtwine † (1024 - 1025 mort)[3]
- Merewith † (1027 - 12 d'abril de 1033 mort)
- Duduc † (11 de juny de 1033 consagrat - 18 de gener de 1060 mort)
- Gisa † (15 d'abril de 1061 consagrat - 1088 mort)

### Bisbes de Bath
- John of Tours (de Villula) † (1088 - 29 de desembre de 1122 mort)
- Godfrey † (26 d'agost de 1123 consagrat - 16 d'agost de 1135 mort)
- Robert † (22 de març de 1136 - 31 d'agost de 1166 mort)
  - Sede vacante (1166 - 1174)
- Reginald Fitz Jocelin † (23 de juny de 1174 consagrat - 26 de desembre de 1191 mort)
- Savaric Fitz Geldewin † (20 de setembre de 1192 consagrat - 8 d'agost de 1205 mort)

### Bisbes de Bath i Wells
- Jocelin of Wells † (28 de maig de 1206 consagrat - 19 de novembre de 1242 mort)
- Roger of Salisbury † (3 de febrer de 1244 - 21 de desembre de 1247 mort)
- William of Bitton I † (30 de maig de 1248 - 3 d'abril de 1264 mort)
- Walter Giffard † (4 de gener de o 1 de febrer de 1265 consagrat - 15 d'octubre de 1266 nomenat arquebisbe de York)
- William of Bitton II † (10 de febrer de 1267 - 4 de desembre de 1274 mort)
- Robert Burnell † (23 de gener de 1275 - 25 d'octubre de 1292 mort)
- William of March † (17 de maig de 1293 consagrat - 11 de juny de 1302 mort)
- Walter Haselshaw † (4 de novembre de 1302 consagrat - 11 de desembre de 1308 mort)
- John Droxford † (9 de novembre de 1309 consagrat - 9 de maig de 1329 mort)
- Ralph of Shrewsbury † (30 de maig de 1330 - 14 d'agost de 1463 mort)
- John Barnet † (24 de novembre de 1363 - 14 de desembre de 1366 nomenat bisbe de Ely)
- John Harewell † (14 de desembre de 1366 - de juliol de 1386 mort)
- Walter Skirlaw † (25 d'agost de 1386 - 13 de juliol de 1388 nomenat bisbe de Durham)
- Ralph Ergham † (13 de juliol de 1388 - 4 d'abril de 1400 mort)
- Richard Clifford † (12 de maig de 1400 - 23 d'agost de 1401 nomenat bisbe de Worcester)
- Henry Bowet † (23 d'agost de 1401 - 7 d'octubre de 1407 nomenat arquebisbe de York)
- Nicholas Bubwith † (7 d'octubre de 1407 - 27 d'octubre de 1424 mort)
- John Stafford † (18 de desembre de 1424 - 31 de maig de 1443 nomenat arquebisbe de Canterbury)
- Thomas Beckington † (24 de juliol de 1443 - 14 de gener de 1465 mort)
  - John Phreas † (1465 mort) (bisbe electe)
- Robert Stillington † (5 de desembre de 1465 - de maig de 1491 mort)
- Richard Foxe † (8 de febrer de 1492 - 30 de juliol de 1494 nomenat bisbe de Durham)
- Oliver King † (6 de novembre de 1495 - 29 d'agost de 1503 mort)
  - Adriano Castellesi † (2 d'agost de 1504 - 5 de juliol de 1518 deposat) (administrador apostòlic)
  - Thomas Wolsey † (30 de juliol de 1518 - 26 de març de 1523 nominato administrador apostòlic di Durham) (administrador apostòlic)
- John Clerk † (26 de març de 1523 - 3 de gener de 1541 mort)[4]
- Gilbert Bourne † (6 de juliol de 1554 - 10 de setembre de 1569 mort)